# Zagorzałek późny
Zagorzałek późny (Odontites vernus subsp. serotinus) – podgatunek zagorzałka wiosennego. Występuje w Europie i Azji. W Polsce dość pospolity na całym niżu.

## Nazewnictwo
Według Krytycznej listy roślin naczyniowych Polski jest to odrębny gatunek Odontites serotinus Dumort. Według nowszych ujęć taksonomicznych  jest to podgatunek zagorzałka wiosennego.

## Morfologia
ŁodygaGałęzista, przeważnie od samej nasady wyrastają z niej boczne pędy niemal pod prostym kątem, potem łukowato podnoszące się. Jest cała pokryta włoskami zwróconymi w dół. Wysokość 20–50 cm. Przysadki trochę krótsze od kwiatów.
LiścieDrobne, lancetowate o brzegach drobno piłkowanych. Są bezogonkowe, o zwężonych nasadach.
KwiatyKwiatostan jednostronny, na szczycie nieco zwisły. kielich o 5 ostrych ząbkach, w czasie kwitnienia rośliny dzwonkowaty. Korona o długiej rurce, brudnoróżowa, dwuwargowa, silnie owłosiona, o wydłużonej rurce. Górna warga płaska, o brzegu nie odgiętym, dolna trzypłatkowa. Pręciki owłosione. Kwitnie od lipca do października.
OwocePodłużna torebka.

## Biologia i ekologia
Roślina jednoroczna, półpasożyt, pobierający za pomocą ssawek z korzeni innych roślin wodę i sole mineralne. Roślina zawiera aukubinę. Rośnie na łąkach i pastwiskach, chwast, zachwaszcza zasiewy ozime zbóż, zwłaszcza na gruntach wilgotnych. 

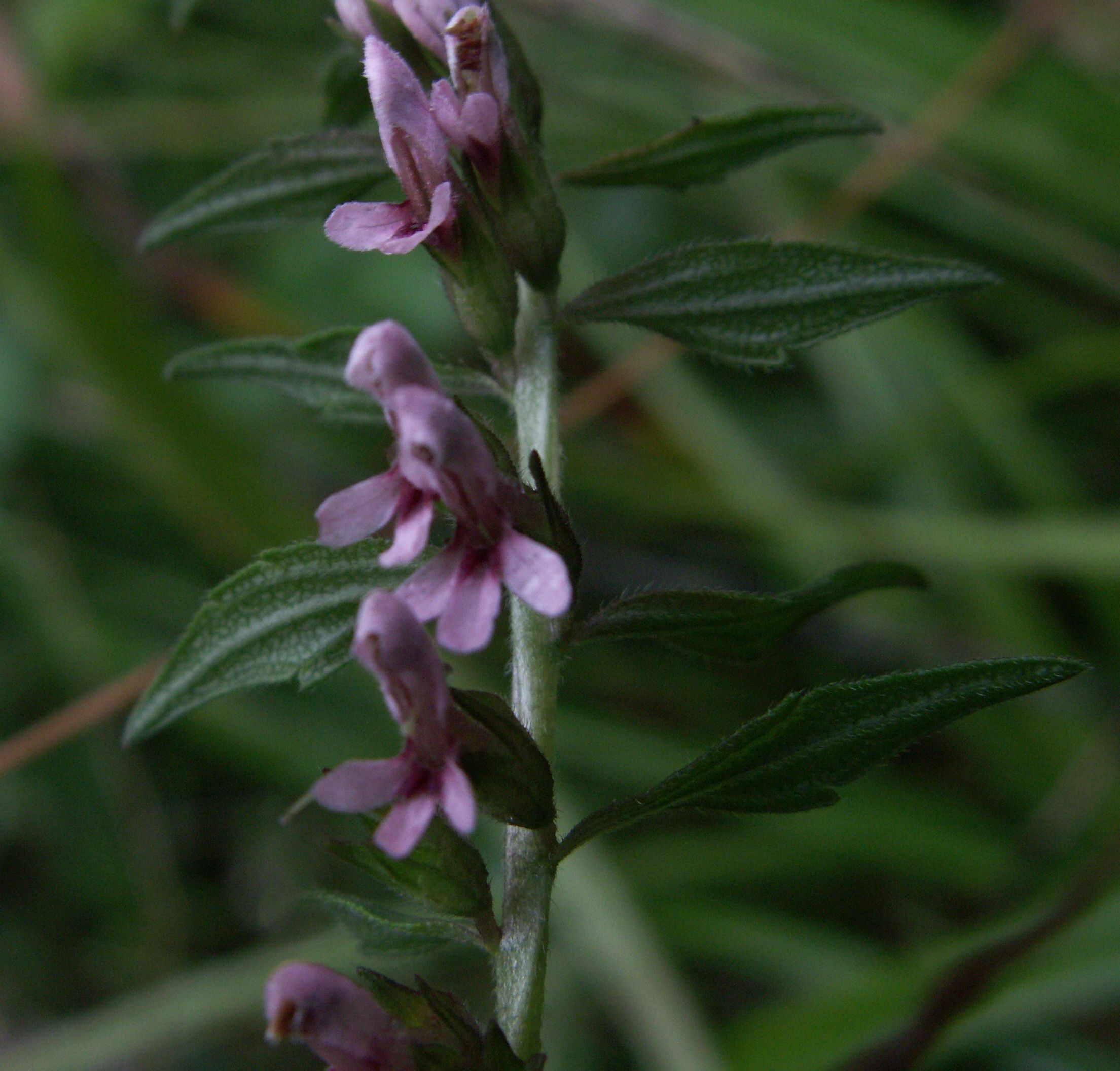
Kwiatostan

## Zmienność
Istnieją pośrednie formy do zagorzałka wiosennego, które określane są nazwą O. rubra subsp. rothmaleri U. Schneider.